# فرودگاه صحرایی کوهمو
فرودگاه صحرایی کوهمو  (به انگلیسی: Kuhmo Airfield) (به زبان بومی: Kuhmon lentokenttä) یک فرودگاه همگانی است که یک باند فرود شن دارد و طول باند آن ۸۵۰ متر است. این فرودگاه در کشور فنلاند قرار دارد و در ارتفاع ۱۷۴ متری از سطح دریا واقع شده است.